# ドミトロ・クレバノフ
ドミトロ・リヴォヴィチ・クレバノフ（ウクライナ語: Дмитро́ Льво́вич Клеба́нов, ロシア語: Дмитрий Львович Клебанов, ラテン文字：Dmitri Lvovich Klebanov、1907年7月25日 - 1987年6月6日）はウクライナの作曲家。

## 経歴
ハリコフ出身。ハリコフ音楽院でピアノ、ヴァイオリン、指揮を学び、作曲をセミヨン・ボガティレフに師事した。1926年に卒業。その後ハリコフ音楽院の講師となり、1930年代後半から1940年代前半にかけて作曲したバレエ、ヴァイオリン協奏曲、管弦楽曲はモスクワとキエフで広く演奏された。しかし不幸なことに1945年に作曲した交響曲第1番「バビ・ヤールの犠牲者の思い出に」がスターリニストたちから反愛国的であるとの批判を受けた。この1940年代後半のジダーノフ批判の嵐の後、クレバノフは「政治的に正しい」社会主義リアリズム作品の作曲に30年を費やした。
こうしてクレバノフは忘れられた存在となったが、1983年にヴァイオリン・ヴィオラ奏者のメラ・テネンバウムが彼のヴィオラ協奏曲を演奏して好評を博したことにより、再び注目された。そして日本の俳句のロシア語訳を基にした「日本のシルエット」を作曲し、復活を果たしたかに思われたが、1987年に80歳の誕生日を目前に死去した。
なお教育活動の面では、1960年にハリコフ音楽院の教授に就任し、教え子にヴィクトル・ススリンらがいる。

## 作品

### オペラ
- 共産主義者（1967）
- 赤いコサック（1971）

### バレエ
- スヴェトラーナ（1939）

### 管弦楽曲
- ヴァイオリン協奏曲第1番（1939）
- ウクライナ・コンチェルティーノ（1940）
- 交響曲第1番「バビ・ヤールの犠牲者の思い出に」（1945）
- ウクライナ組曲（1949）
- ヴァイオリン協奏曲第2番（1951）
- 交響曲第2番（1952）
- 交響曲第3番（1956）
- 交響曲第4番（1958）
- 交響曲第5番（1959）
- 組曲第1番～室内オーケストラのための（1971）
- 4つの前奏曲とフーガ（1975）
- 組曲第2番～室内オーケストラのための（1976）
- 交響曲第6番（1981）
- 日本のシルエット～ソプラノ・ヴィオラダモーレ・アンサンブルのための（1983）

### 室内楽曲
- 弦楽四重奏曲第1番（1925）
- ノクチューンとカンツォネッタ～ヴァイオリンとピアノのための（1926）
- 弦楽四重奏曲第2番（1926）
- 弦楽四重奏曲第3番（1933）
- 弦楽四重奏曲第4番（1946）
- 弦楽五重奏曲（1953）
- メロディーとワルツ～ヴァイオリンとピアノのための（1958）
- ピアノトリオ（1958）
- 弦楽四重奏曲第5番（1966）
- 弦楽四重奏曲第6番（1968）

## 文献
- Кауфман Л. С. Клебанов Дмитрий Львович // Музыкальная энциклопедия / Гл. ред. Ю. В. Келдыш. - Т. 2. - М.: Сов энциклопедия, 1974. - С. 829. (рос.)
- Українська Радянська Енциклопедія. — 2-е видання. — Т. 5. — Київ, 1980. — С. 221.
- Музыкальный энциклопедический словарь / Гл. ред. Ю. В. Келдыш. - М.: Сов. энциклопедия, 1991. - С. 254. (рос.)
- Мистецтво України: Біографічний довідник. — Київ, 1997. — С. 297—298.
- Черкашина-Губаренко Марина Романівна Дмитро Клебанов // Українське музикознавство. – Вип. 3. – Київ, 1968. - С. 126-131.
- Золотовицька І. Дмитро Клебанов. — Київ, 1980.
- Очеретовська Н. Л. Дмитро Львович Клебанов. - Харків, 2007. ISBN 978-966-2129-00-7